# Rock 'n' Roll Train
"Rock 'n' Roll Train" em português Trem do Rock 'N Roll é uma single da banda australiana de rock AC/DC. A canção faz parte do álbum de estúdio da banda lançado em 2008, intitulado Black Ice.
Em 15 de agosto de 2008 o AC/DC filmou o clipe da música em Londres.
Em 2009, "Rock 'N' Roll Train" foi indicada ao Grammy Award de Melhor Performance de Rock por um Duo ou Grupo com Vocal. A faixa também recebeu um APRA Music Awards de "Trabalho Australiano Mais Tocado no Exterior".

## Posições
| Parada (2008)                             | Melhor posição |
| ----------------------------------------- | -------------- |
| Canada (Canadian Hot 100)                 | 45             |
| U.S. Billboard Hot Mainstream Rock Tracks | 1              |
| U.S. Billboard Hot Modern Rock Tracks     | 25             |
| U.S. Billboard Hot Dance Club Play        | 30             |